# 西尾市立西野町小学校
西尾市立西野町小学校（にしおしりつ にしのまちしょうがっこう）は、愛知県西尾市上町にある公立小学校。

## 校区
- 伊藤町（一部）、上町（一部）、小間町、下町（一部）、法光寺町、田貫町（一部）が校区である[1]。

## 沿革
- 1873年（明治6年） 10月2日 - 小学博貫学校として開校。上町村、森下村、六ツ家村[注釈 1]、小間村、浅井村[注釈 2]、田貫村、蒲原新田[注釈 3]の児童が通学する。
- 1876年（明治9年） 7月10日 - 上町学校に改称する。
- 1882年（明治15年） 11月 - 第7学区公立小学上町学校に改称する。
- 1887年（明治20年） 4月1日 - 尋常小学上町学校に改称する。
- 1889年（明治22年）10月1日 - 上町村、下町村、小間村、法光寺村、田貫村が合併し、西野町村が発足。
- 1892年（明治25年）8月 - 西野町尋常小学校に改称する。
- 1901年（明治34年）4月 - 高等科を設置し、西野町尋常高等小学校に改称する。
- 1906年（明治39年）
  - 5月1日 - 西野町村の大部分（上町・下町・小間・法光寺）は、西尾町、大宝村の一部（矢曽根・町田・寄近・徳次）、奥津村の一部（住崎）と合併し、西尾町が発足。西野町村の一部（田貫）は、平坂村、中畑村、及び奥津村 （山田、富山、上矢田、羽塚、下矢田、国森、新在家）と合併し、平坂村が発足。西野町尋常高等小学校は西尾町の学校となる。
  - 9月15日 - 西尾第一尋常小学校に改称する。校区が変更され、田貫は平坂村の平坂第一尋常小学校校区となる。
- 1941年（昭和16年）4月1日 - 西尾第一国民学校に改称する。
- 1946年（昭和21年）4月1日 - 西尾町西野町国民学校に改称する。
- 1947年（昭和22年）4月1日 - 西尾町立西野町小学校に改称する。
- 1953年（昭和28年）12月15日 - 西尾町と平坂町の一部（田貫、中畑）が合併して市制を施行。西尾市が発足。同時に西尾市立西野町小学校に改称する。

## 交通アクセス
- 六万石くるりんバス西廻り線「下町」バス停より徒歩約8分。
- 名鉄西尾線西尾駅下車、徒歩約30分。

## 周辺施設
- 愛知県立鶴城丘高等学校
- 西尾市立鶴城中学校
- 西尾市立鶴城小学校
- 西尾市立西尾小学校
- 西野町保育園
- 西尾市歴史公園（西尾城跡）
- 西尾公園
- 西尾市文化会館